# Lithacodia mustapha
Lithacodia mustapha là một loài bướm đêm trong họ Noctuidae.